# Кузьмівська сільська рада
Ку́зьмівська сільська́ ра́да (у 1940-ві роки — Казимирська) — колишній орган місцевого самоврядування в Сарненському районі Рівненської області. Адміністративний центр — село Кузьмівка.

## Загальні відомості
- Кузьмівська сільська рада утворена в 1940 році.
- Територія ради: 112,583 км²
- Населення ради: 1 262 особи (станом на 2001 рік)
- Територією ради протікає річка Зульня.

## Населені пункти
Сільській раді були підпорядковані населені пункти:
- с. Кузьмівка
- с. Волоша
- с. Підгірник
- с. Яблунька

## Склад ради
Рада складалася з 16 депутатів та голови.
- Голова ради: Трофимчук Михайло Григорович
- Секретар ради: Ушакова Валентина Архипівна

### Керівний склад попередніх скликань
| Прізвище, ім'я, по батькові  | Основні відомості                                                 | Дата обрання | Дата звільнення |
| ---------------------------- | ----------------------------------------------------------------- | ------------ | --------------- |
| Кузьмічук Василь Васильович  | Сільський голова, 1962 року народження, безпартійний              | 26.03.2006   | 01.02.2008      |
| Трофимчук Михайло Григорович | Сільський голова, 1943 року народження, освіта вища, безпартійний | 30.11.2008   | 31.10.2010      |
| Трофимчук Михайло Григорович | Сільський голова, 1943 року народження, освіта вища, безпартійний | 31.10.2010   |                 |

Примітка: таблиця складена за даними сайту Верховної Ради України